# Prima battaglia di Chemillé
La prima battaglia di Chemillé è stata una battaglia della prima guerra di Vandea combattuta il 13 marzo 1793 a Chemillé.

## Antefatti
Dopo la vittoria a Jallais, gli insorti di Pin-en-Mauges e La Poitevinière guidati da Jacques Cathelineau e Jean Perdriau decisero di attaccare Chemillé, situata 7 km a est. Molti contadini si unirono agli insorti che poterono così aumentare il proprio numero, arrivando a contare tra i 1 000 e 4 000 uomini armati di bastoni, falci e alcuni di fucili da caccia.
I repubblicani che difendevano Chemillé erano meno di un centinaio, più precisamente 64 guardie nazionali comandate dal capitano Poirier, con 3 colubrine.

## La battaglia
I vandeani arrivarono davanti a Chemillé cantando il Vexilla Regis facendosi precedere da sei repubblicani legati a due a due come scudi umani, tra cui il prete costituzionale Gasneau e il giudice di pace Lemonnier. I repubblicani, invece, si schierarono ad ovest del villaggio, posizionati dietro il piccolo fiume Hyrôme.
Prima della battaglia i vandeani proposeri ai repubblicani di arrendersi e consegnare le armi, ma in risposta quest'ultimi aprirono con le loro colubrine e gli insorti risposero con i cannoni catturati a Jallais. I vandeani quindi andarono alla carica tentando di circondare i repubblicani: un gruppo guidato da Cathelineau e Perdriau riuscì a catturare i pezzi di artiglieria repubblicana e li rivolse contro i repubblicani, durante lo scontro Cathelineau rimase ferito alla testa. Circa 200-300 insorti di La Tourlandry e La Salle-de-Vihiers, tra cui l'abbé Barbotin entrarono nella città di Chemillé da est prendendo i repubblicani alle spalle.
Dopo un'ora di combattimenti, Chemillé fu catturata dai vandeani e i repubblicani rimasti furono fatti prigionieri o fuggirono.